# 西野嘉一郎
西野 嘉一郎（にしの かいちろう、1904年8月21日 - 2003年1月14日）は、日本の実業家、経営学者。学位は、商学博士（早稲田大学・論文博士・1957年）（学位論文「経営分析 その理論と方法に関する研究」）。国鉄監査委員、健保組合連会長、東洋英和女学院理事長を歴任。藍綬褒章、勲三等旭日中綬章、勲二等瑞宝章受章。

## 略歴
福井県敦賀市出身。1926年小樽高等商業学校（現小樽商科大学）卒。三機工業、東京建鉄を経て、1934年芝浦製作所に入社。芝浦マツダ工業経理部長、芝浦製作所経理部長を経て、1945年取締役。のち常務、専務、副社長を歴任。1957年「経営分析 その理論と方法に関する研究」で商学博士（早稲田大学）の学位を取得。1965年社長、1974年会長に就任。1976年相談役。1990年財団法人産業経理協会会長。この間、国鉄監査委員、健保組合連会長、東洋英和女学院理事長などを務めた。1964年藍綬褒章、1974年勲三等旭日中綬章、1984年勲二等瑞宝章受勲。1984年テイラー・キー賞受賞。

## 著書
- 『事業財政分析観察法』高陽書院 1934
- 『近代株式会社論 持株会社の研究』森山書店 1935
- 『経営監査の実務』ダイヤモンド社 1940
- 『市場分析方法の研究』森山書店 1940
- 『能率監査の理論と実際』山海堂 1944
- 『経営監査』ダイヤモンド社 1948
- 『損益計算書の作り方・見かた』産業経理協会 経理実務叢書 1948
- 『能率監査の理論と実務』経営評論社 1949
- 『能率給 企業経理と賃金』労働文化社 1949
- 『事業内容の分析方法 経営分析の理論と実際』日本経済社 1950
- 『経営分析 事業内容の分析方法』中央経済社 1954
- 『例解経営分析精義』白桃書房 1956
- 『経営分析入門 特に事業分析を中心として』森山書店 1957
- 『これからの経営』中央経済社 1959
- 『近代経営 経営者・組織・財務のあり方』中央経済社 1961
- 『コスト・マネジメント』日本経済新聞社 日経文庫 1966
- 『現代経営分析』中央経済社 1970
- 『明日の経営者 その機能と責任』東洋経済新報社 東経選書 1975
- 『経営分析の実務 利益経営への方途』中央経済社 1978
- 『経営分析の理論 標準比率の考え方』中央経済社 1978
- 『直言 これからの企業の活きる道』日刊工業新聞社 1978
- 『80年代経営の進路』日刊工業新聞社 1981
- 『現代会計監査制度発展史 日本公認会計士制度のあゆみ』第一法規出版 1985
- 『損益分岐の人間学 激動の時代を生きぬく実践経営』にじゅういち出版 1985
- 『勝者の条件 激動期に挑む経営者による』マネジメント社 1986

### 共編著
- 『市場分析とその方法』上岡一嘉共著 森山書店 1954
- 『原価管理制度』矢野宏共著 日本経済新聞社 経営管理全書 1958
- 『経営分析 ビジネス・アナリシス』編 青林書院 経営学全集 1959
- 『原価管理』編 日本生産性本部 日本の経営 1959
- 『トップ・マネジメント講座 第1 トップ・マネジメントの職能』古川栄一,田杉競共著 ダイヤモンド社 1961
- 『現代企業課税論 その機能と課題』宇田川璋仁共編 東洋経済新報社 1977

### 翻訳
- J.N.マイヤー『財務諸表分析』海藤隆次共訳 中央経済社 1957